# Spören
Spören ist mit dem zur Gemeinde gehörenden Prussendorf einer der 18 Orte, die gemeinsam die Stadt Zörbig bilden.

## Lage
Spören befindet sich zwei Kilometer südlich von Zörbig am Strengbach. Die nordwestlich gelegene Kreisstadt Köthen (Anhalt), der östlich gelegene Ballungsraum Bitterfeld-Wolfen und die südlich gelegene Großstadt Halle (Saale) sind je weniger als 20 Kilometer entfernt.

## Geschichte
Auffällig ist ein Hügel neben der Kirche, im Volksmund als »Berg« bezeichnet. Verschiedentlich wurde behauptet, dass es sich dabei um ein Hünengrab handelt. Archäologen sind sich heute einig, dass es sich um eine sogenannte »Motte«, einen künstlich aufgeschütteten Hügel handelt, etwa um 1100 erbaut, auf dem sich ein Wehrturm eines Adligen befand. Die Anlage gehörte zur Wehranlage des Dorfes, zu der auch Teiche, Gräben und Sumpfflächen gehörten. Der Hügel steht seit dem 1. April 1961 unter Denkmalschutz.
Die erste urkundliche Erwähnung von Spören stammt aus dem Jahre 1156. Eine Entwicklung des Ortsnamens kann von Spuren über Sporen, Sporn und Spern bis zum heutigen Spören nachgewiesen werden. Prussendorf, nordwestlich an Spören angrenzend, wird erstmals in einer Urkunde von 1209 erwähnt. Beide Orte gehörten bis 1815 zum kursächsischen Amt Zörbig. Durch die Beschlüsse des Wiener Kongresses kamen sie zu Preußen und wurden 1816 dem Landkreis Bitterfeld im Regierungsbezirk Merseburg der Provinz Sachsen zugeteilt, zu dem sie bis 1944 gehörten.
Am 20. Juli 1950 wurde die bis dahin eigenständige Gemeinde Prussendorf eingegliedert.
In Prussendorf wurde auf Betreiben des Direktors des „Instituts für Gartenbau Dresden-Pillnitz der Deutschen Akademie der Landwirtschaftswissenschaften“ Gerhard Friedrich ein Versuchsgut gegründet, was sich während des Bestehens der DDR zu einer zentralen Stelle für Obstbauern und Wissenschaftler aus dem gesamten osteuropäischen Raum entwickelte.
Am 1. März 2004 wurde die ehemalige Gemeinde Spören mit den ehemaligen Gemeinden Löberitz, Göttnitz, Salzfurtkapelle, Schrenz und Stumsdorf in die Stadt Zörbig eingegliedert. Das in den 90er Jahren durchgeführte Dorferneuerungsprogramm bescherte Spören und Prussendorf strukturelle Verbesserungen.

## Sehenswertes

### Romanische Dorfkirche Spören
Die um 1170 erbaute romanische Kirche ist seit dieser Zeit in ihrem Grundriss unverändert geblieben. Sie wurde mehrfach umgebaut, renoviert bzw. saniert, zuletzt in den Jahren 2001 und 2002.
Im Mittelpunkt der Kirche steht ein gut erhaltener Flügelaltar des Leipziger Meisters Heinrich Beyer aus dem Jahr 1489. Dem Zeitgeist des Historismus folgend, hat man diesen Altar 1879 durch einen von Holzbildhauer Gustav Kuntzsch, Wernigerode, geschaffenen Hochaltar ersetzt. Der Flügelaltar, der im Vorraum der Kirche aufgehängt worden war, kehrte 1966 an seinen angestammten Platz zurück. Von dem Hochaltar existiert nur noch die Kreuzigungsgruppe (Kruzifix, Maria und Johannes), sie befindet sich in der (heute nicht mehr genutzten) Friedhofskapelle, dem ehemaligen Mausoleum der Gutsbesitzerfamilie Jordan.
Die Kirche besitzt eine Orgel mit 16 Registern auf zwei Manualen, erbaut 1904 als Opus 262 von der Firma Wilhelm Rühlmann.

### Mausoleum der Gutsbesitzerfamilie Jordan
Das von dem Architekten Heinrich Straumer entworfene Mausoleum (Erbbegräbnis) der Gutsbesitzerfamilie Jordan wurde um 1914 auf dem Spörener Kirchhof errichtet.

### Gestüt
Im Ortsteil Prussendorf befindet sich das Gestüt Radegast/Prussendorf.

## Persönlichkeiten
Im Jahr 1988 wurde Günther Porysiak zum Bürgermeister gewählt, im Jahr 2001 Helmut Kretschmer.

### Ehrenbürger
- Karl-Otto Nöhring (1914-2007), Gründer des Heimatvereins Strengbachaue e. V.
- Anton Rehmann, Gründer der CDU-Ortsgruppe in Spören und des Heimatvereins Strengbachaue e. V.
- Walter Pitzsck (* 1940)

## Vereine
- Heimatverein Strengbachaue Spören-Prussendorf e. V.[15]
- Sängervereinigung Gemischter Chor Spören e. V.[16]
- Fußballverein FC Blau-Weiß Spören 1995 e. V.[17]

## Verkehrsanbindung
Der öffentliche Personennahverkehr wird unter anderem durch den PlusBus des Mitteldeutschen Verkehrsverbund erbracht. Folgende Verbindung führt, betrieben von der Omnibusbetrieb Saalekreis, durch Spören:
- Linie 350: Halle ↔ Oppin ↔ Brachstedt ↔ Spören ↔ Zörbig

Drei Kilometer westlich vom Ort verläuft die Bahnstrecke Halle (Saale)–Köthen–Magdeburg. Der nächste Bahnhof befindet sich im nordwestlichen Nachbarort Stumsdorf. 
Spören befindet sich zwischen den Landesstraßen 141 und 143 und ist an diese durch die Kreisstraße 2061 angebunden. Die Bundesautobahn 9 verläuft vier Kilometer östlich von Spören.